# Opius importunus
Opius importunus är en stekelart som beskrevs av Fischer 1968. Opius importunus ingår i släktet Opius och familjen bracksteklar. Inga underarter finns listade i Catalogue of Life.